# Филмска граматика
Филмска граматика је дефинисана на следећи начин:
1. Фрејм је једна непокретна слика. Аналоган је слову.
2. Кадар је један континуирани снимак направљен камером. Аналогно је речи.
3. Сцена је серија повезаних кадрова. Аналогна је реченици. Проучавање прелаза између сцена описано је у филмској интерпункцији.
4. Секвенца је низ сцена које заједно говоре главни део целе приче, као што је она садржана у целом филму. Аналогна је параграфу.[тражи се извор]

Појам филмске граматике најбоље је схватити као креативну метафору, будући да горе описани елементи филмске граматике не стоје ни у каквој строгој аналогији са компонентама граматике у филологији или савременој лингвистици.
Дејвид В. Грифит је назван оцем филмске граматике. Грифит је био кључна фигура у успостављању низа кодова који су постали универзална окосница филмског језика. Био је посебно утицајан у популаризацији паралелне монтаже — користећи монтажу филма за приказивање различитих догађаја који се дешавају у исто време — како би се створила неизвесност. И даље је користио многе елементе из „примитивног“ стила снимања филмова који је претходио класичном холивудском систему континуитета, као што су фронтално постављање, претерани гестови, минимални покрети камере и одсуство снимака из тачке гледишта лика. Неки тврде и да је пионир употребе крупног плана.
Заслуге за Грифитове иновације на филму морају бити подељене са његовим дугогодишњим сниматељем, Билијем Бицером. Поред тога, сам је приписао заслуге за стварање новог стила глуме легендарној глумици Лилијан Гиш, која се појавила у неколико његових филмова.